# Jean d'Harcourt
Pour l’article homonyme, voir Jean d'Harcourt (explorateur).
Jean de Harcourt, mort le 13 juin 1452, est un évêque et archevêque français du XVe siècle.

## Biographie

### Famille
Jean d'Harcourt est issu d'une famille de la noblesse normande, il est fils de Jacques Ier d'Harcourt, seigneur de Montgomery, et de Jeanne d'Enghien.

### Carrière ecclésiastique

#### Evêque d'Amiens
Jean d'Harcourt fut en 1409, archidiacre de Vexin, puis en 1413, chanoine et chancelier du diocèse de Rouen et ensuite, chanoine du chapitre cathédral d'Amiens avant d'être élu au siège épiscopal de cette ville. 
Philibert de Montjeu, chanoine d'Amiens et archidiacre du Ponthieu s'opposa à cette élection au motif que le pape Martin V l'avait déjà nommé au siège d'Amiens en septembre 1418. Cependant, le chapitre cathédral maintint l'élection de Jean d'Harcourt qui fut confirmée par le roi Charles VI, le 12 mars 1419. Le conflit entre Jean d'Harcourt et Philibert de Montjeu s'apaisa, en 1424,  lorsque ce dernier devint évêque de Coutances.
En outre, Jean d'Hacourt dut subir la vindicte de Robert Le Josne, bailli d'Amiens au service des rois d'Angleterre et du duc de Bourgogne alors que l'évêque d'Amiens était fidèle au roi de France.

#### Evêque de Tournai
Il dut abandonner son évêché d'Amiens mais en 1433, le pape Eugène IV le nomma au siège de Tournai. Cette nomination mécontenta le duc de Bourgogne qui voulait voir nommer évêque de Tournai, son conseiller, Jean Chevrot, archidiacre de Rouen.

#### Archevêque de Narbonne
En 1435, la paix d'Arras réconcilia le roi de France et le duc de Bourgogne, et Jean d'Harcourt abandonna alors l'évêché de Tournai, le pape Nicolas V l'ayant  nommé archevêque de Narbonne. Il fut aussi promu à la dignité de patriarche d'Alexandrie par le pape Nicolas V. 
En 1451-1452, il fut aussi évêque d'Orléans.
Il mourut le 13 juin 1452.